# Laephotis angolensis
Laephotis angolensis је врста слепог миша из породице вечерњака (лат. Vespertilionidae).

## Распрострањење
Ареал врсте је ограничен на две државе. 
Ангола и ДР Конго су једина позната природна станишта врсте.

## Станиште
Станиште врсте су саване.

## Угроженост
Подаци о распрострањености ове врсте су недовољни.